# Olivia Chaumont
Olivia Chaumont, née à Meudon, le 30 octobre 1950, est une architecte et urbaniste française. Femme trans, le Grand Orient de France  reconnait officiellement son changement d'identité et de genre en 2010. Militante de la cause trans, elle est l'auteure D'un corps à l'autre, témoignage autobiographique sur la transidentité.

## Biographie
Olivia Chaumont suit d'abord un enseignement scientifique en classes préparatoires aux grandes écoles pour s'orienter ensuite vers l'architecture. Elle entre à l’École nationale supérieure des beaux-arts, à l'unité pédagogique no 6, et obtient son diplôme en 1978. Elle complète sa formation d'architecte par des études d'urbanisme à l'Institut d'urbanisme de Paris.

### Architecture et urbanisme
En 1981, elle fonde l'agence Urbatecture puis, en 1991, l'agence d'architecture et d'urbanisme Atelier Cité qu'elle dirige jusqu'en 2008. Elle est nommée en 1990 expert auprès de l'État et du Conseil régional du Nord-Pas-de-Calais pour la reconquête des friches industrielles.
Tout au long de ces années elle mène de nombreux projets d'architecture et d'urbanisme. En 1990, elle est lauréate du concours national « Pour une architecture de la réhabilitation » lancé par le ministère de l’Équipement pour son projet de réhabilitation du grand ensemble de Montereau-Ruffins à Montreuil. L'approche est novatrice. Elle repose sur la clarification des statuts entre espaces privés et publics et l'affirmation d'une résidentialité nouvelle. Cette réalisation sera citée en exemple en France et à l'étranger pour sa façon de réintégrer un grand ensemble dans la structure urbaine qui l'entoure,,. Dans la même ville, Olivia Chaumont est l'urbaniste de la ZAC centre-ville, ce qui l'amène à rencontrer l'architecte Alvaro Siza. Elle y réalise un ensemble de 110 logements sociaux qui domine la place de la mairie.

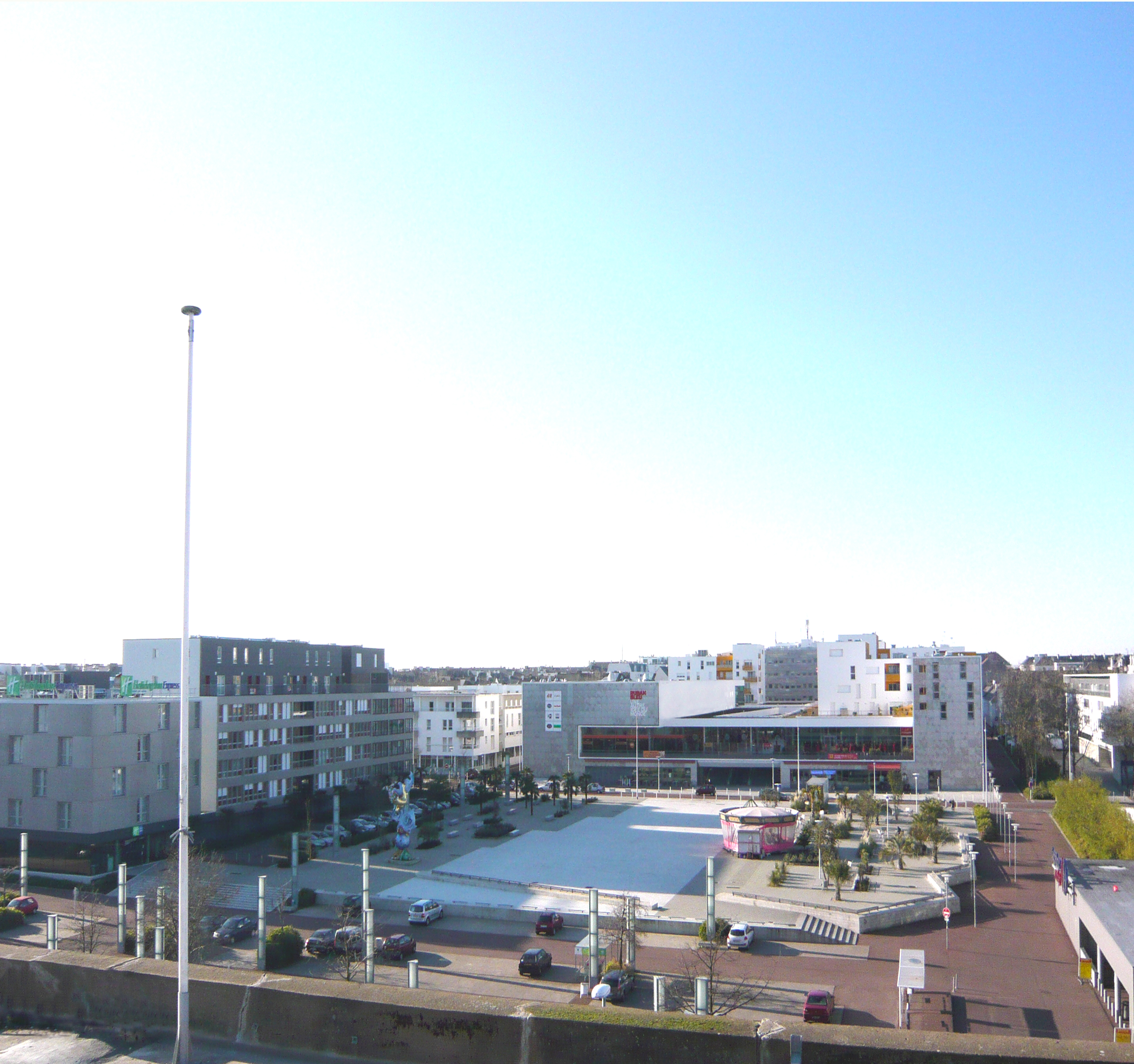
Ville-Port 2, vue de la base sous-marine.

Intéressée dès la fin des années 1980 par la question des friches industrielles et urbaines, ainsi que par celle de la mutabilité foncière, elle met au point des outils théoriques permettant de définir des stratégies urbaines globales sur un territoire donné. De sa première étude et jusqu'aux toutes dernières, elle affine cette approche de l'aménagement urbain où la forme urbaine est l'élément déterminant de la politique urbaine. Elle s'appuie sur et prolonge les principes de l'îlot ouvert définis par Christian de Portzamparc dans ce qu'il appelle l'âge III de la ville.
2003 est une année marquante dans sa carrière. Elle voit la consécration de son travail d'urbaniste en étant désignée lauréate du concours international Ville-port 2 à Saint-Nazaire. Son projet fait suite à celui de l'urbaniste catalan Manuel de Sola Morales. Il répond aux enjeux d'une renovatio urbis par des actions spécifiques insérées comme autant de jalons dans une structure claire des espaces publics et qui redonne à la ville la centralité perdue depuis sa reconstruction après guerre[réf. nécessaire].

### Transidentité et militantisme
En 2005, Olivia Chaumont commence une transition qui aboutit en janvier 2009 à son changement d'état civil. Elle découvre le parcours médical et juridique que les personnes transgenres doivent emprunter pour vivre leur véritable identité. Devant les conditions peu respectueuses de la personne humaine qu'exige ce parcours, elle s'engage dans le milieu associatif et milite activement au sein d'Homosexualités et socialisme pour l'obtention de droits spécifiques pour les personnes transgenres. En premier lieu une simplification du changement d'état civil qui abandonne l'obligation de réassignation sexuelle. Elle participe ainsi à l'organisation d'un colloque sur la transidentité en direction des parlementaires ainsi qu'à l'élaboration du projet de loi déposé à l'Assemblée nationale en 2011 par Michèle Delaunay, députée de la Gironde, qui lui reconnaît un rôle moteur dans cette démarche. Elle a également comme objectif de dé-médicaliser et dé-psychiatriser le parcours de transition comme le revendiquent les associations trans.
Parallèlement, elle s'implique dans les débats sur la question du genre et sur les rapports de pouvoirs entre les sexes. À ce titre, elle devient membre du think tank l'Observatoire des futur(e)s et y apporte son expérience personnelle particulière, celle du regard différent que porte la société sur une personne, quand elle est un homme et quand elle est une femme. Pour elle, la construction du genre est le prima de la question du pouvoir,.

### Franc-maçonnerie
Membre de la loge Université maçonnique du Grand Orient de France (GODF) depuis 1992, Olivia Chaumont demande en 2009 que son changement d'identité soit pris en compte. Demande difficilement acceptable pour une obédience exclusivement masculine et qui arrive à un moment où le débat sur la mixité enflamme cette obédience. Plusieurs vœux qui demandent que les femmes puissent être initiées au sein du GODF, sont repoussés au convent.[réf. nécessaire]
Après une année de discussion, le Conseil de l'ordre du GODF finit néanmoins par entériner le changement de sexe d'Olivia Chaumont. Il diffuse cette décision par un communiqué de presse le 22 janvier 2010,. Olivia Chaumont devient ainsi la première femme trans institutionnellement reconnue comme membre du Grand Orient de France. Soulagée que les principes humanistes de l'obédience n'aient pas été malmenés par une possible exclusion, elle réagit cependant publiquement à ce communiqué qu'elle trouve choquant dans sa formulation.
La reconnaissance par le Grand Orient de France du nouvel état civil d'Olivia Chaumont a vocation à rester exceptionnelle. « Il suffit d'une sœur... » titre l'hebdomadaire L'Express en reprenant son expression personnelle. Même si ce ne fut pas de façon spontanée, le GODF est de nouveau, pour elle, en phase avec l'évolution de la société française. Cette nouvelle se répand rapidement au-delà des frontières de l'Hexagone. Particulièrement en Espagne, Turquie et Amérique Latine où la presse s'en fait largement l'écho,,,.
Le convent de 2010, qui se tient à Vichy cette année-là, va proposer et adopter la mixité du GODF par le vote d'un vœu qui autorise l'admission des femmes,. Élue déléguée de sa loge, Olivia Chaumont est présente à ce convent. C'est la première fois qu'une femme déléguée prend part au convent et y prend la parole. Dans le portrait que le journal Libération fait d'elle on vit ce moment historique où, seule parmi 1 200 délégués hommes, elle prend la parole. En septembre de la même année, devant plus d'une centaine de frères et de sœurs de toutes obédiences, elle est installée vénérable de sa loge. C'est à nouveau une première dans l'histoire contemporaine du Grand Orient,. Elle dirige les travaux de la loge pendant trois années, jusqu'en 2013.

### Activités
Olivia Chaumont consacre principalement son temps à l'écriture. Elle a donné un témoignage sur la transidentité dans un livre paru en 2013, D'un corps à l'autre, aux éditions Robert Laffont. À travers cet ouvrage elle cherche à faire connaître et comprendre au grand public quelles sont la vie et la situation des personnes trans aujourd'hui.
Elle donne des conférences en France et à l'étranger (notamment en Belgique et au Canada) sur la transidentité et la question du genre.
Olivia Chaumont est programmatrice au festival du film LGBTQI de Paris, dit Chéries-Chéris, depuis 2016.

## Principales réalisations
- 2009-2010 : L'Estran, Saint-Nazaire

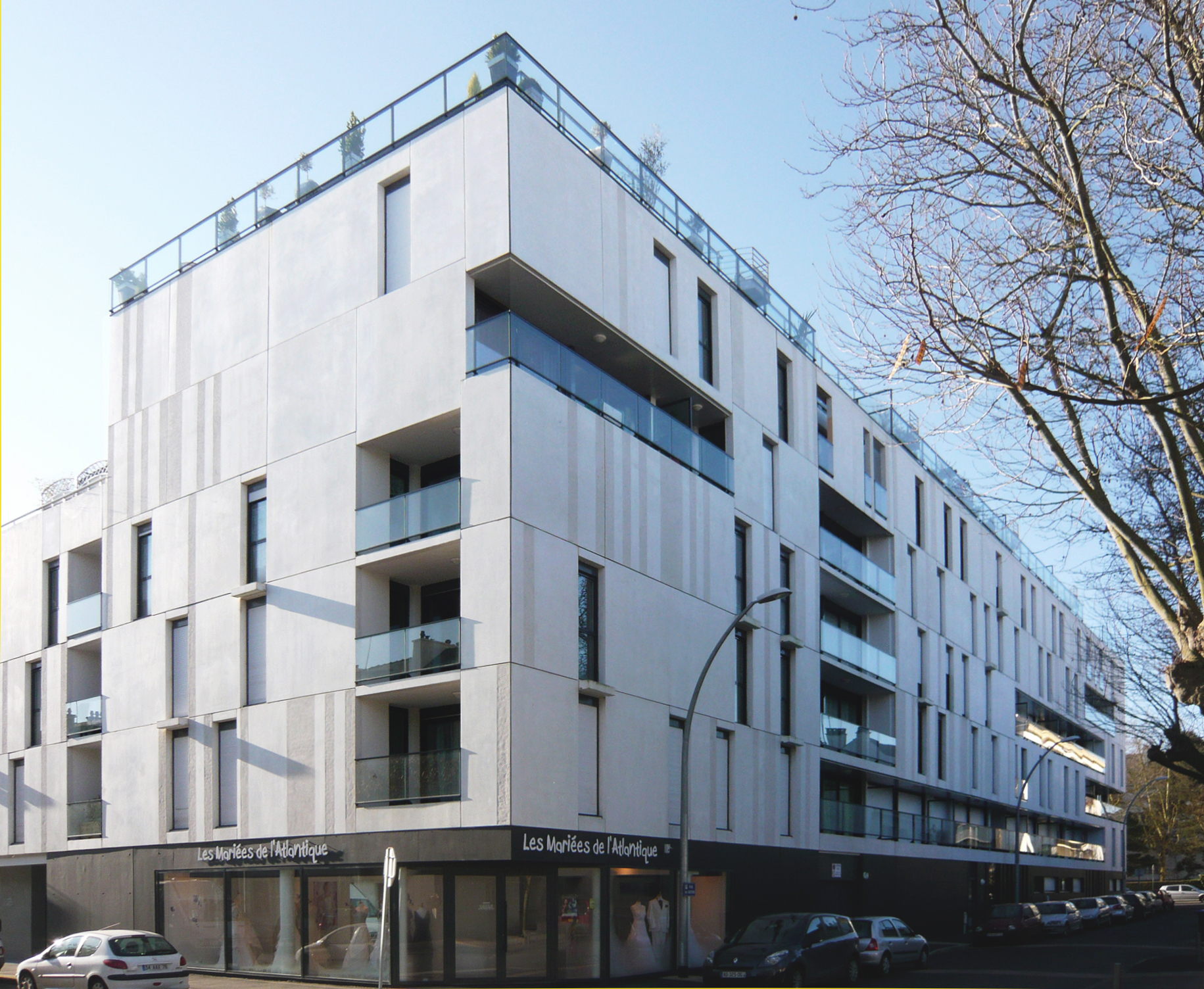
Les Caboteurs.

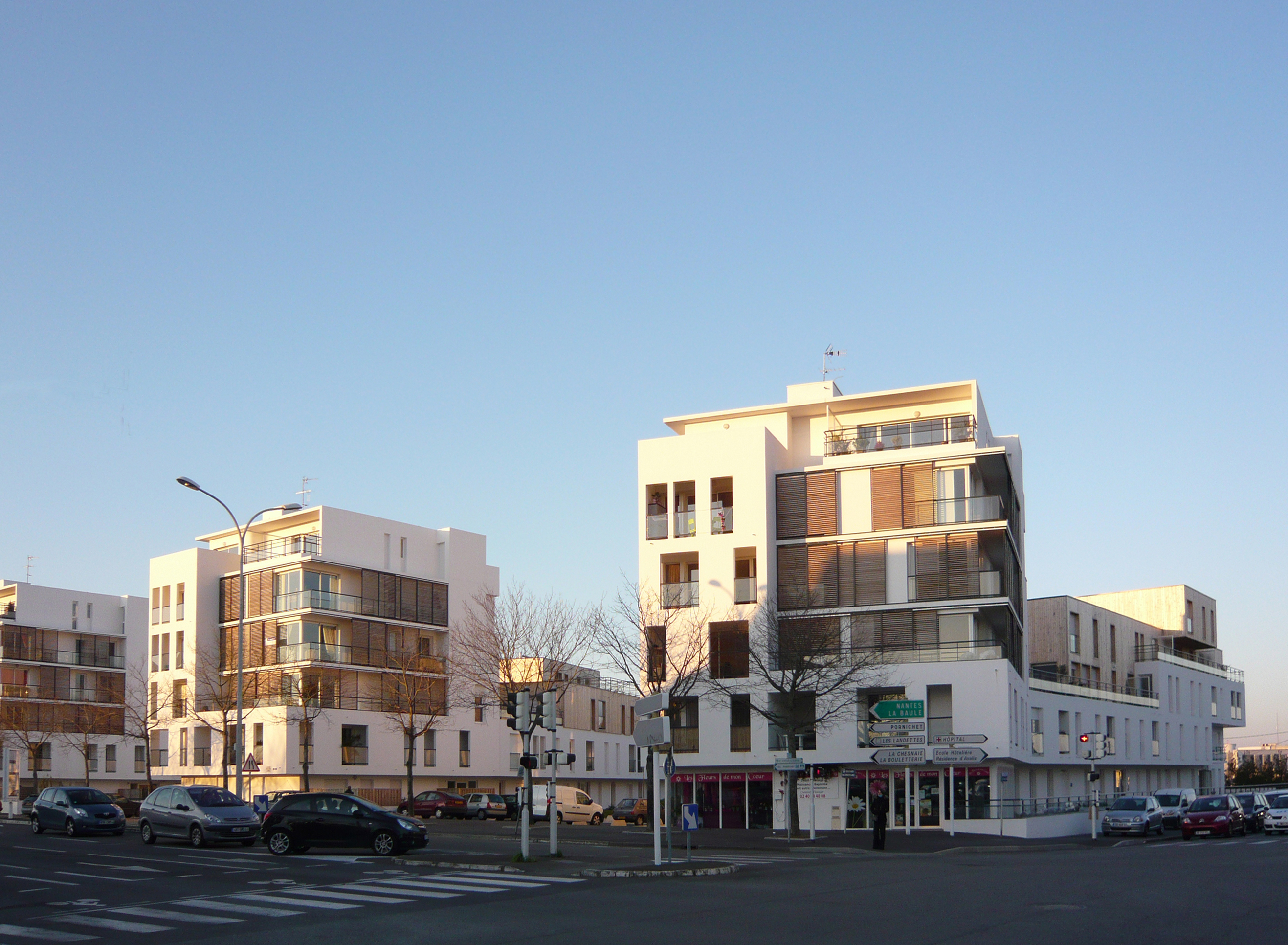
Nouvelle Vague, Saint-Nazaire.

- 2008-2009 : Logements, Pierre de Montreuil, Montreuil 93
- 2009-2011 : Nouvelle Vague (95 logements), Saint-Nazaire[27], projet sélectionné au prix d'architecture Caue44
- 2008-2010 : Les Caboteurs (80 logements), Saint-Nazaire
- 2002-2007 : Ville-Port 2-Saint-Nazaire. Projet lauréat du concours international.
- 2000-2002 : Palais Cambon-Valorisation du patrimoine, Cour des Comptes, Paris
- 1995-1996 : Grand Projet Urbain-Val d'argent, Argenteuil. Finaliste du concours d'urbanisme
- 1993-1999 : Opération René Cassin (110 logements), ZAC Walwein, Montreuil
- 1990-1992 : Urbanisme : ZAC Franklin-centre ville, Montreuil 93
- 1990-1993 : Réhabilitation (620 logements), cité Montreau-Ruffins, Montreuil 93. Projet lauréat du concours national « Pour une architecture de la réhabilitation »
- 1989-1991 : Hôtel 100 chambres-Gare de Lyon, Paris 12e

## Articles et entretiens

### Articles
- « Franche-maçon », portrait par Anastasia Vecrin, 8 mars 2011, dernière de Libération.
- « Transition au Grand Orient » par Marc Endeweld, 2p., novembre 2010, magazine Têtu no 160.
- « D'un sexe à l'autre », portrait par Dominique de Laage, pp., Sud Ouest du 8 janvier 2012.
- « Je suis devenue femme pour être moi », portrait par Julie Dion, 4p, juin-juillet 2013, magazine CLES no 83.
- « Comment Olivier, l'urbaniste de ville-port est devenu Olivia », par Jean Delavaud, 1p., Ouest-France du 3 mars 2013.
- « Le genre ne se tient pas entre les jambes », portrait par Véronique Châtel, 6 mars 2013, 1p., quotidien La Liberté, Genève.
- « Le genre ça ne se tient pas entre les jambes, ça se tient entre les oreilles », portrait par Marine de Tilly, 26 mars 2013, dans Le Point.
- « Le coming out des francs-maçons. La pionnière », interview par Marc Endeweld, 2p., avril 2013, Têtu no 188.
- Portrait par Dany Jucaud, 4p, 23 avril 2013 dans Paris Match.

### Entretiens
- La Bâtisseuse par V. Audebourg et D. Mariani, émission Sur les docks du 22/11/2011, 52 min sur France Culture.
- Ainsi soit-elle, émission Entre nous soit dit avec Mélanie Croubalian, 52 min sur RTS, Radio Télévision Suisse.
- L'invitée de L'amour et vous, émission de Brigitte Lahaie du 21 février 2013 sur RMC.
- Idéaux et débats, pas de quartiers... Interview, 1 h 25, sur Radio libertaire.
- L'invité de L'amour et vous, émission de Brigitte Lahaie du 22 août 2013 sur RMC.

### Vidéos
- Émission L'invité, Interview par Patrick Simonin sur TV5 Monde.
- L'invité du samedi 20H, émission Salut les Terriens du 30 avril 2011 présentée par Thierry Ardisson sur Canal+.
- Le genre d'après, 1 h 41, Forum Libération de Montpellier 2013.
- Interview par Christophe Mangelle, mars 2013, 23 min La fringale Littéraire.
- Mes questions sur les trans de Serge Moati, Doc 52 min, 2010 sur France 5.
- Apparition dans La dernière vague du féminisme de Guillaume Tahnia, doc 52 min, 2014 sur Public Sénat.